# Hải cẩu thầy tu Địa Trung Hải
Hải cẩu thầy tu Địa Trung Hải (danh pháp hai phần: Monachus monachus) là một loài động vật có vú trong họ Hải cẩu thật sự, bộ Ăn thịt. Loài này được Hermann mô tả năm 1779. Trên thế giới còn lại 450–510 cá thể (ít hơn 600) cá thể còn lại, nó được coi là loài động vật chân vây hiếm thứ nhì thế giới (chỉ sau hải cầu đeo vòng), và một trong những loài động vật có vú có nguy cơ tuyệt chủng cao nhất trên thế giới. Nó hiện diện trong một số khu vực của Địa Trung Hải và phía đông Đại Tây Dương xung quanh chí tuyến Bắc.

## Hình ảnh

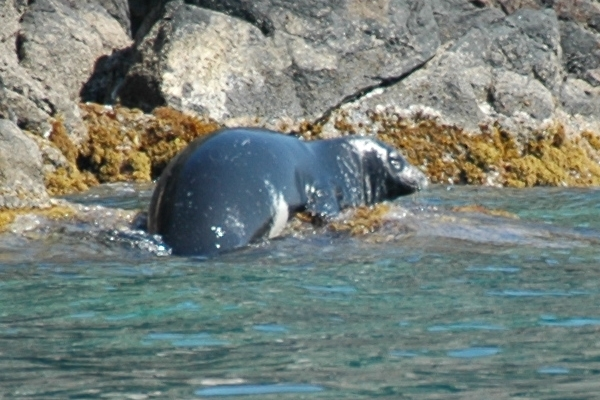
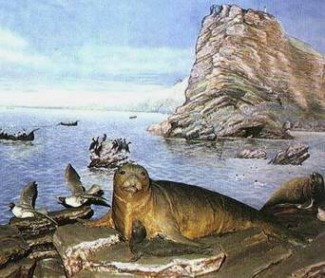
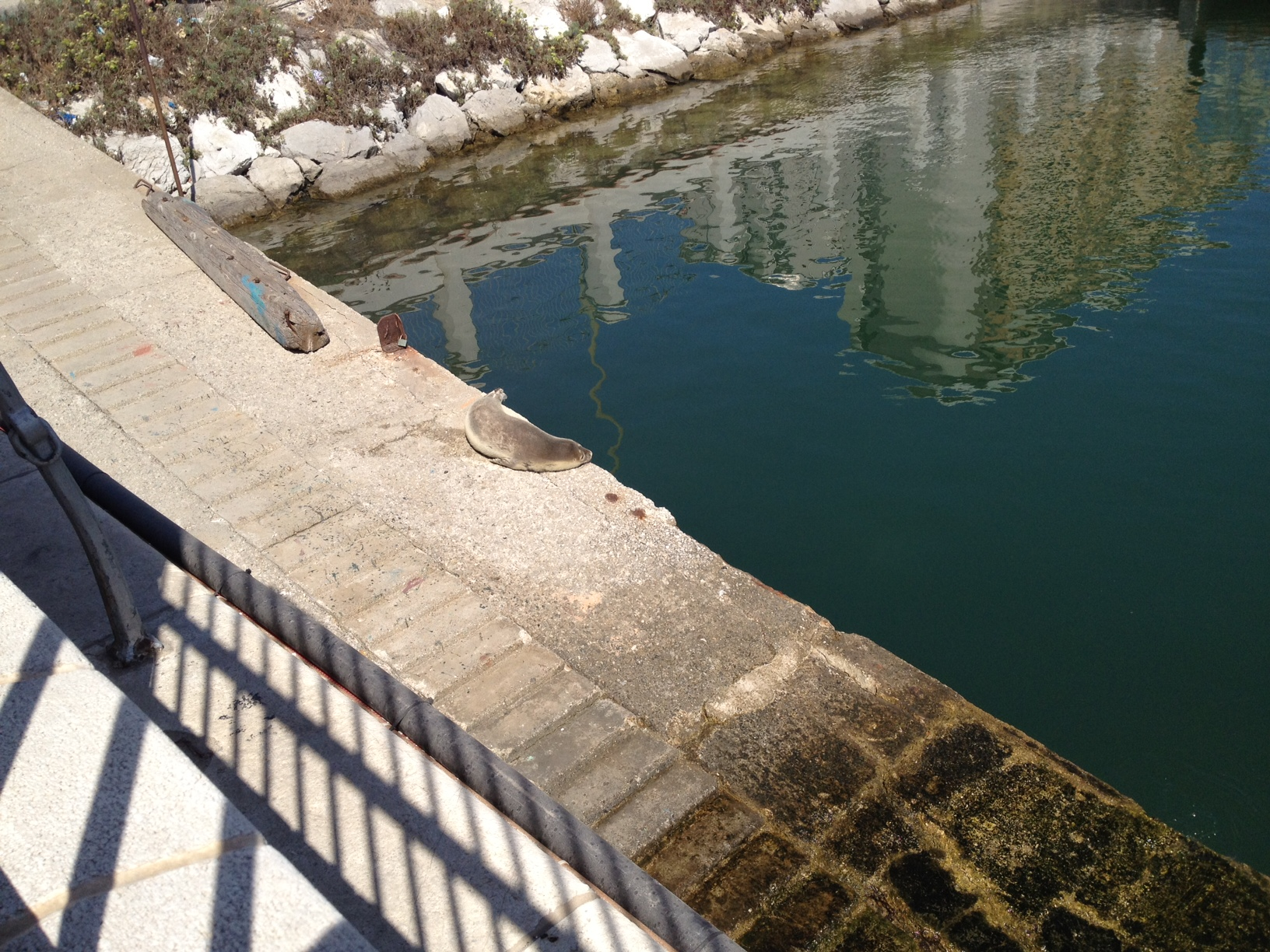

## Mô tả
Loài hải cẩu thầy tu này dài khoảng 80 cm lúc sinh đến chiều dài trung bình 2,4 m lúc trưởng thành. Con đực nặng trung bình 315 kg (695 lbs) và con cái nặng 300 kg (660 lbs), cân nặng nhìn chung từ 240 đến 400 kg (530–880 lbs). Chúng được cho là sống đến 45 tuổi; tuổi thọ trung bình được cho là 20 đến 25 năm tuổi và sự trưởng thành sinh sản đạt được ở mức xung quanh bốn tuổi.